# Мел Калман
Мел Калман (19. мај 1931 — 10. фебруар 1994) је био британски карикатуриста познат по свом цртаном филму Мали човјек који је објављен у британским новинама "Дневне новине" и "Недељни телеграф". 

## Биографија
Мелвил Калман је био најмлађи од троје дјеце Клемента Калмана, трговца дрветом и супруге Ане ( обоје су били руско-јеврејски имигранти који су дошли у Енглеску 1912. године). Послат је на Кембриџ да би избјегао "Блиц" У Другом свјетском рату. Није успио да упише Кембриџ, па се вратио у Лондон и уписао Политехничку школу, а касније је проучавао илустрацију у Школи Умјетности Сејнт Мартин и Голдсмит Колеџу. Послије двије године националне службе, 1956. године покушао је да нађе посао слободног карикатуристе. Пуних је био обесхрабрујућ за његов рад, али је 1958. године успио са чланком "Вилијам Хикеј" у "Дневним Новинама". Напустио је новине након пет година јер није имао шансе да конкурише Осберту Ланцастеру и Гилесу. У каснијем животу постао је трговац и колекционар уметности, 1989. године, ко-оснивајући Арт Труст. 1994. године је умро од срчаног удара у Емпире филму. Био је ожењен два пута, за дизајнерку и умјетницу Карен Елизабет Узборн и са њом је имао двије ћерке. Након тога је био у браку са Стефание Калман. 

## Рад
Калманов заштитни знак је био мали човек који је снажно одразио Калманову доживотну депресију (у "Ко је ко" наводи своје рекреације као "размишљање и забринутост"). Теме су фокусиране на страхове малих људи о здрављу, смрти, Бога, достигнућима, моралности и жена. Стил хумора описан његовим именовањем у Тајмсу као "црне, поуздане јеврејске сорте, у стилу његових ликова у Њујорку, Јамес Тхурбер, СЈ Перелман и Вооди Аллен. " 